# Maurice Herbert Dobb
Maurice Herbert Dobb   (Londres, 24 de juliol de 1900 - Cambridge, 17 d'agost de 1976) fou un historiador i economista marxista que va destacar pel seu treball vers el mode de producció feudal i la seva carrera acadèmica a la Universitat de Cambridge.

## Biografia
Dobb va estudiar Història al Pembroke College de la Universitat de Cambridge. Els anys 20 va visitar l'URSS i el 1922 es va incorporar al Partit Comunista Britànic i no el va abandonar el 1956, com sí que van fer altres intel·lectuals a Europa, després de la intervenció soviètica a Hongria. Va fer els seus estudis postuniversitaris a la London School of Economics. Posteriorment va tornar a Cambridge per a exercir de professor durant més de 50 anys, primer al seu college original i després al Trinity.

## Pensament
Josep Fontana va dir sobre Dobb que rebutjava la tesi habitual d'Adam Smith i Karl Marx que consideraven el feudalisme com un sistema tancat, trencat només pel desenvolupament del comerç. Enfront a la tesi tradicional fins al moment, Dobb accentuava el pes del canvi de les relacions socials al camp. A judici de Fontana, Smith considerava que el canvi entre feudalisme i capitalisme es va donar pel desenvolupament urbà. La tesi de Marx deia que aquest desenvolupament econòmic urbà va impulsar la lluita de classes.
Es va interpretar, erròniament, que la tesi de Dobb era menys científica perquè es creia que Dobb havia dit que simplement el motor del canvi era la lluita ideològica. Però Dobb mai havia parlat en aquests termes. Segons Dobb primer hi havia el desenvolupament de les forces productives, al món rural, que comportava desenvolupament econòmic: enriquiment de la burgesia camperola. A partir d'aquí es produïa la contradicció, dintre del marc rural. En aquest moment es produïa la lluita de classes entre camperols rics i noblesa.
Per Dobb, el desenvolupament econòmic a l'edat mitjana va generar diferenciació social entre camperols rics i pobres. Començava així la seva lluita contra els senyors. Al final de l'edat mitjana s'aconsegueix l'abolició de la servitud (part del feudalisme, però no tot), que possibilitarà que al llarg de l'edat moderna es desenvolupés el creixement d'aquests camperols rics, que culminarà amb la lluita contra la noblesa en la revolució liberal.
Els marxistes renovadors van veure de seguida que la visió de Dobb contradeia a Smith i Marx. No era el que havia dit Marx. La publicació de les investigacions de Dobb van provocar gran revolada entre el marxisme britànic, suposadament renovador. S'obrí a la Gran Bretanya un dur debat, conegut com a "debat Dobb-Sweezy" on destacaria la figura de Rodney Hilton i Georges Lefebvre.

### El debat sobre la transició del feudalisme al capitalisme
Hilton va portar a terme una profunda renovació en la història. Els seus plantejaments sobre el feudalisme segueixen encara vigents. Marx definia el règim feudal com un règim agrari incapaç de produir un desenvolupament econòmic. Aquest desenvolupament va haver de venir pel comerç. Era obvi, segons Marx, que el canvi d'una etapa a una altra va sorgir del món urbà. Marx, seguint Smith, pressuposava que deixava enrere una agricultura endarrerida. Identificació com a sinònim del règim feudal amb un règim agrari.
L'obra de Dobb, basant-se en Hilton, deia que en procés de transició del feudalisme al capitalisme el desenvolupament de les forces productives s'havia donat en el món rural, amb l'enriquiment de les classes camperoles. Això va crear una contradicció en el món agrari, que va generar una lluita de classes en el món rural, lluites anti senyorials. El món rural va tenir un gran pes en el pas d'un règim a un altre. Això no és el que va dir Marx i creà resistència d'alguns historiadors renovadors a acceptar aquesta tesi.

## Obres
Les seves obres més destacades són:
- Empresa capitalista i progrés social, 1925
- Desenvolupament econòmic a Rússia des de la Revolució, 1928
- Una teoria econòmica i el Socialisme, 1955.
- Creixement econòmic i països subdesenvolupats, 1963.
- Estudis sobre el desenvolupament del capitalisme, 1946.